# NGC 1591
NGC 1591 is een balkspiraalstelsel in het sterrenbeeld Eridanus. Het hemelobject werd op 6 november 1834 ontdekt door de Britse astronoom John Herschel.

## Synoniemen
- PGC 15276
- ESO 484-25
- MCG -4-11-15
- IRAS04274-2649